# (622) Эсфирь
(622) Эсфирь или (622) Есфирь (нем. Esther) — астероид в поясе астероидов, который был открыт 13 ноября 1906 года  американским астрономом Джоэлом Меткалфом в обсерватории города Тонтоне и назван в честь библейской фигуры Есфирь.

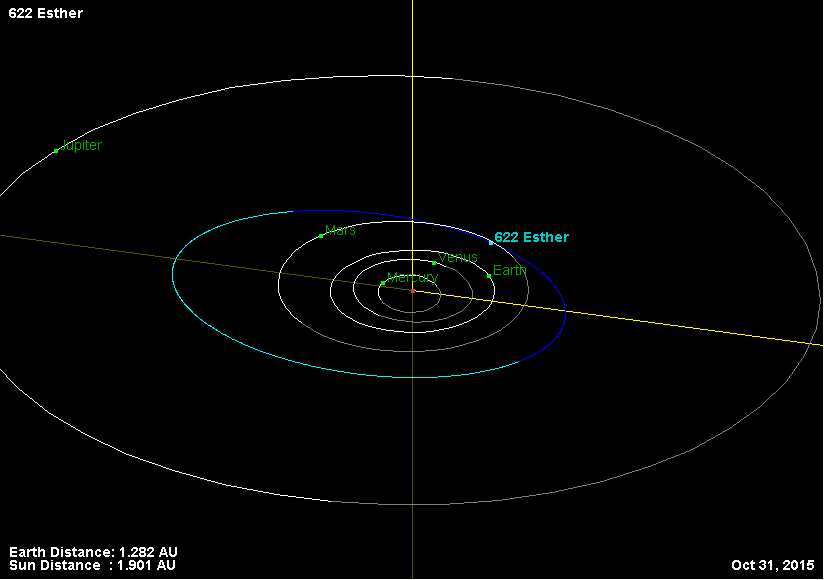
Орбита астероида Эсфирь и его положение в Солнечной системе

Проведённые в 2001 году радиолокационные исследования астероида в обсерватории Аресибо с расстояния в 1,11 а. е. (166,5 млн км) позволили оценить диаметр этого тела в 29 ± 8 км.